# Yirequemobi-teri
Yirequemobi-teri est une localité de la paroisse civile de Sierra Parima dans la municipalité d'Alto Orinoco dans l'État d'Amazonas au Venezuela, sur le río Putaco.